# El hombre que yo inventé
El hombre que yo invente fue una telenovela argentina emitida en 1977 por Canal 9, protagonizada por María Aurelia Bisutti y Jorge Martínez, junto con Joaquín Piñón y Eloísa Cañizares.

## Guion
La telenovela fue dirigida Diana Álvarez y fue escrito por Alberto Migré, conocido por estrenar y crear historias como Los que estamos solos (1976), Pablo en nuestra piel (1977), Chau, amor mío (1979), Un hombre como vos (1981), Cuando vuelvas a mí (1986), Ella contra mí (1988), Una voz en el teléfono (1990) y entre otros.

## Elenco
- María Aurelia Bisutti - Soledad Roberts
- Jorge Martínez - Nino Argüello
- Cristina Murta - Lisa Roberts
- Eloísa Cañizares - Patty
- Joaquín Piñón - Gonzalo
- Carlos Rotundo - Jaime Roberts
- Noemí del Castillo - Araceli
- Luis Dávila - Norman
- Arnaldo André - Manuel
- Nora Kaleka - Doris
- Marcelo Chimento - Leopoldito

## Equipo Técnico
- Historia original - Alberto Migré.
- Dirección - Diana Álvarez.